# Roversbende van Adegem
De Roversbende van Adegem, ook de Bende van Mercy en Naudts genoemd naar de kopstukken, was een misdaadbende die tussen 1918 en 1920 actief was in de streek van het Oost-Vlaamse Adegem. Het assisenproces in Gent tegen de leden van deze bende kreeg in 1922 veel ruchtbaarheid in de Belgische en Nederlandse pers.

## Context
In de nasleep van de Eerste Wereldoorlog was er veel armoede en werkloosheid in Vlaanderen. Er waren grote tekorten aan levensmiddelen en mannen die begonnen waren met kruimeldiefstallen schakelden over naar gewapende overvallen met geweld. Dit werd vergemakkelijkt door de chaos bij de Belgische politie en het gerecht. Met name de politie in landelijke gemeenten kon niet op tegen de vaak goed bewapende benden. Zo waren er verschillende benden actief, waaronder de Bende van Nauwelaerts in Antwerpen en de Bende Van Hoe-Verstuyft in Brugge en Gent.

## Misdaden
De Roversbende van Adegem begon in december 1918 met het plegen van overvallen. De bende was een los samenraapsel met ongeveer 25 leden waarvan Jozef (Oscar) Mercy en Alfons Naudts de twee kopstukken waren. De bende pleegde minstens 17 gewapende overvallen waarbij vijf dodelijke slachtoffers vielen. De bende werd ook verdacht van elf moordpogingen. De meeste overvallen gebeurden 's nachts op boerderijen, waarbij de bewoners gedwongen werden hun kostbaarheden af te geven. De bende was actief in Oost-Vlaanderen maar ook in Marchienne-au-Pont en Selles in Noord-Frankrijk.

## Arrestatie
In de loop van 1920 werden de meeste bendeleden opgepakt. Mercy en Naudts hielden zich echter schuil in Noord-Frankrijk. Op 17 december 1920 keerden ze terug naar Adegem om wraak te nemen op enkele lokale politiemannen. Ze zochten onderdak bij de broer van Alfons Naudts, Kamiel. Die laatste verwittigde echter de veldwachter en die liet een hele politiemacht optrommelen. De woning van Kamiel Naudts werd omsingeld door de politie en 's nachts werden de gezinsleden uit het huis geëvacueerd zonder dat Mercy en Naudts, die in de schuur sliepen, dit in de gaten hadden. 's Morgens werden de bendeleden door de politie gesommeerd om zich over te geven. In plaats daarvan openden Mercy en Naudts het vuur met revolvers, wat werd beantwoord door de politie met geweervuur. Intussen kwamen meer politiekorpsen ter plaatse, waaronder een peloton rijkswachters uit Gent met machinegeweren en handgranaten. Ook de brandweer was aanwezig. Omdat de bendeleden nog steeds weigerden zich over te geven, liet de procureur des konings de schuur in brand steken. Mercy en Naudts drongen het woonhuis binnen en bleven op de politie vuren. Daarop werd ook de woning in brand gestoken. Door de rook bedwelmd verscheen Mercy in de deuropening en schold de politie uit terwijl hij met zijn revolver zwaaide. Hij werd neergeschoten door de politie. De politie bestormde daarna het brandende huis en trof naast de overleden Mercy de bedwelmde Naudts aan. Hij werd gearresteerd en naar de gevangenis van de Nieuwewandeling in Gent afgevoerd.

## Proces
In februari 1922 stonden 22 bendeleden terecht voor het Hof van assisen in Gent. Naudts en een medekompaan werden op 27 februari ter dood veroordeeld. Hun straf werd later omgezet in levenslange dwangarbeid. Vijf bendeleden kregen vijf jaar dwangarbeid en twaalf een gevangenisstraf. Drie verdachten werden vrijgesproken.
Alfons Naudts kwam na twintig jaar vrij maar herviel snel. In 1942 werd hij gedood door de rijkswacht nadat hij een rijkswachter had doodgestoken.